# Simulium albopictum
Simulium albopictum är en tvåvingeart som beskrevs av Lane och Porto 1940. Simulium albopictum ingår i släktet Simulium och familjen knott. Inga underarter finns listade i Catalogue of Life.